# Estorãos (Ponte de Lima)
Estorãos is een plaats (freguesia) in de Portugese gemeente Ponte de Lima en telt 513 inwoners (2001).

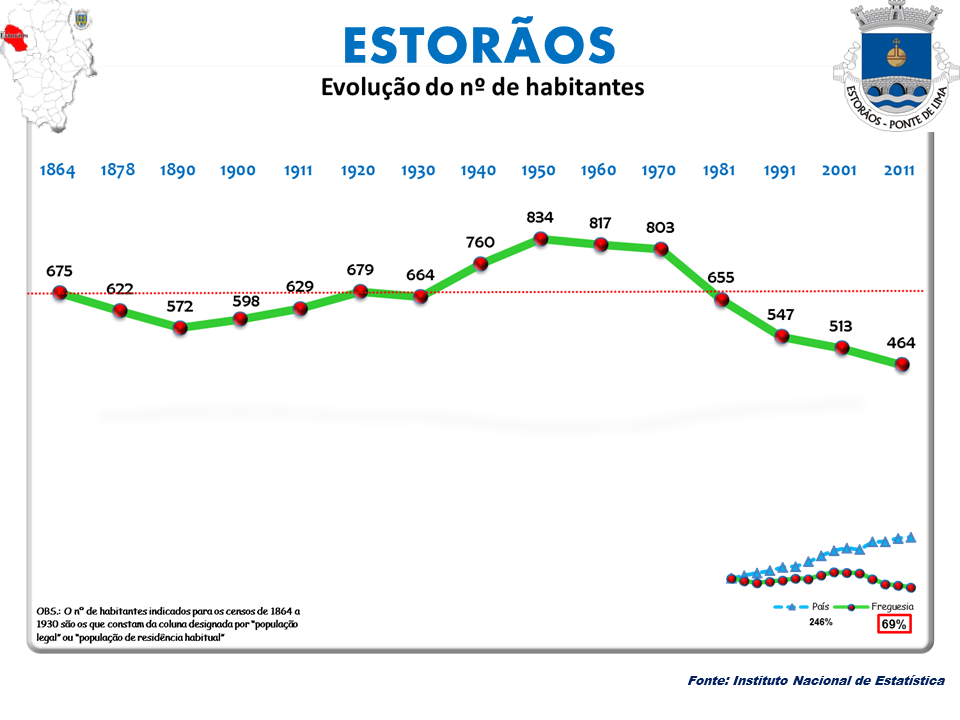
Bevolkingsontwikkeling tussen 1864 en 2011

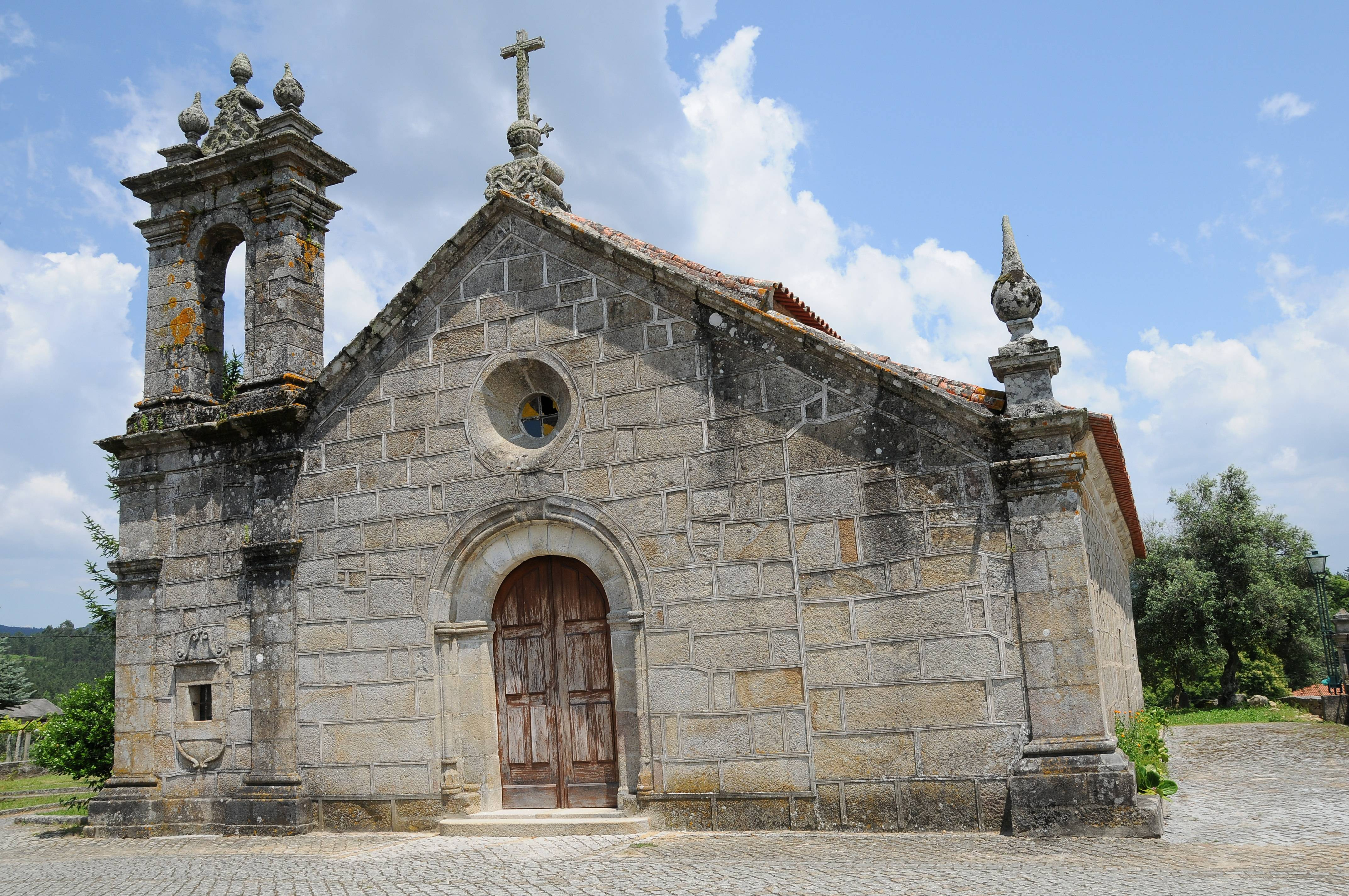
Kerk van Estorãos
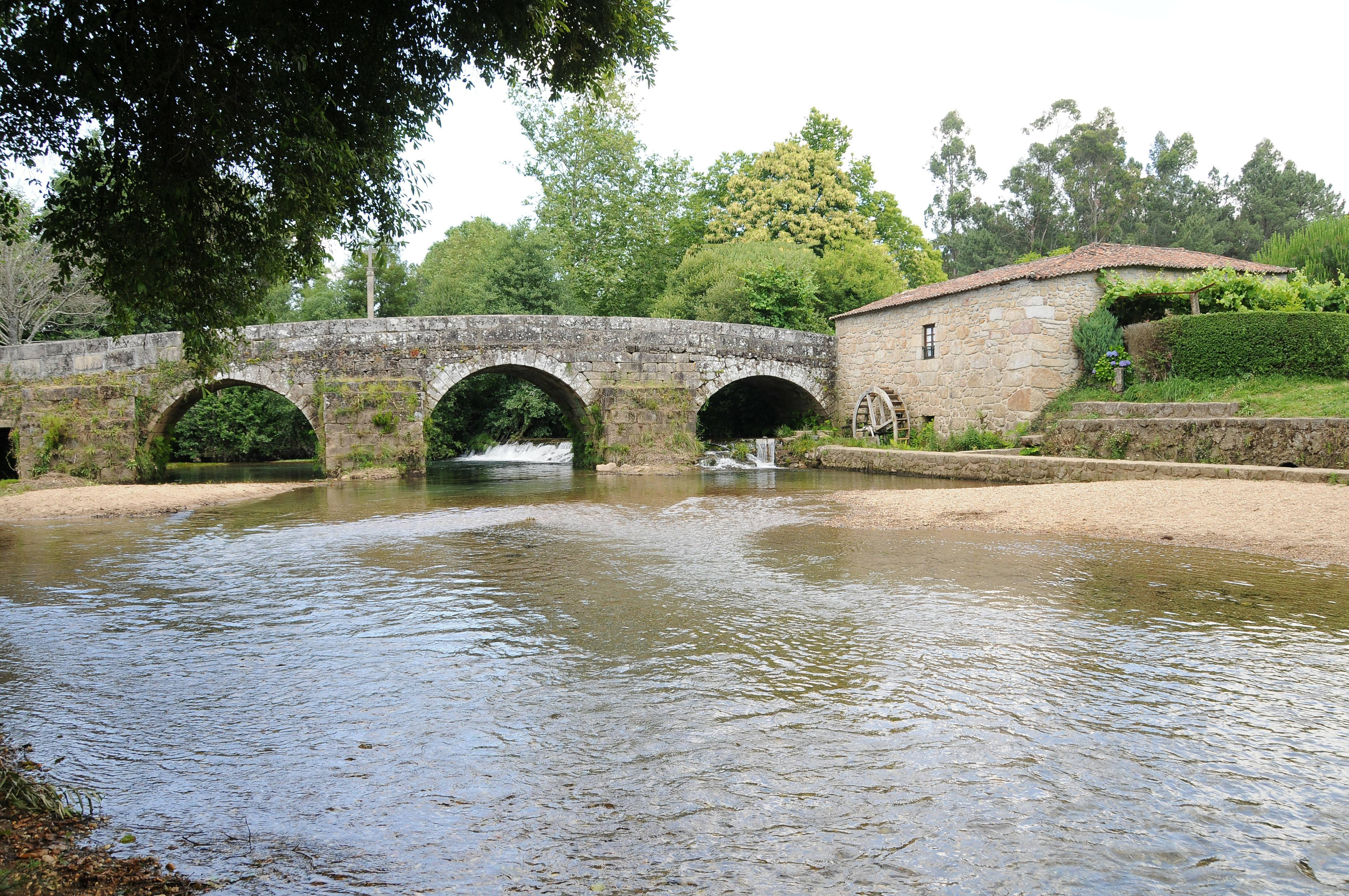
Brug van Estorãos